# Cycas taitungensis
Cycas taitungensis es una especie de Cycadopsida del género Cycas, de la familia Cycadaceae, del orden Cycadales.

## Distribución
Cycas taitungensis se distribuye por China (Taiwán).

## Taxonomía
Fue descrita científicamente por C.F.Shen, K.D.Hill, C.H.Tsou y C.J.Chen. Fue publicado por primera vez en Botanical Bulletin of Academia Sinica 35(2): 135-138 en 1994.